# 梅多萊克斯 (加利福尼亞州)
稻草湖（英語：Meadow Lakes）是位於美國加利福尼亞州弗雷斯諾縣的一個非建制地區。該地的面積和人口皆未知。

## 地理
稻草湖的座標為37°04′49″N 119°25′50″W / 37.08028°N 119.43056°W，而該地的平均海拔高度為1357米（即4452英尺）。